# Berlijns voetbalkampioenschap 1895/96 (DFuCB)
In 1895/96 werd het vijfde Berlijns voetbalkampioenschap gespeeld, dat georganiseerd werd door de Duitse voetbal- en cricketbond (DFuCB). BTuFC Viktoria werd voor het vierde opeenvolgende jaar kampioen. 

## Eindstand
| Plaats | Club                        | Wed. | W  | G | V  | Saldo | Ptn |
| ------ | --------------------------- | ---- | -- | - | -- | ----- | --- |
| 1.     | BTuFC Viktoria 1889         | 14   | 13 | 0 | 1  | 38:5  | 26  |
| 2.     | BFC Germania 1888           | 14   | 10 | 0 | 4  | 29:14 | 20  |
| 3.     | BFC Vorwärts 1890           | 14   | 7  | 3 | 4  | 27:22 | 17  |
| 4.     | BFC Stern 1889              | 14   | 8  | 1 | 5  | 31:29 | 17  |
| 5.     | FC Columbia 1891 Adlershof  | 14   | 8  | 1 | 5  | 18:28 | 17  |
| 6.     | BTuFC Alemannia 1890        | 14   | 5  | 1 | 8  | 9:21  | 11  |
| 7.     | Rixdorfer FC Normannia 1895 | 14   | 2  | 0 | 12 | 0:29  | 4   |
| 8.     | Berliner CuFC 1883          | 14   | 0  | 0 | 14 | 0:4   | 0   |

|  | Kampioen |

## Tweede klasse
Deelnemende clubs:
- BCuFC Eintracht 1891
- BFC Hertha 1892
- BTuFC Toscana
- BFuCC Deutschland
- Berolina
- Verein Sport-Excelsior Berlin
- Arminia
- Nord-West